# Norwegian Reggaeton
Norwegian Reggaeton è un singolo del gruppo musicale italiano Nanowar of Steel, pubblicato il 2 luglio 2019.
Il 22 novembre dello stesso anno il singolo è stato reso disponibile dalla Napalm Records anche in edizione 7" contenente il brano Bestie di seitan nel lato B.

## Descrizione
Il brano è stato realizzato in collaborazione con Charly Glamour dei Gigatron e presenta un testo inglese e spagnolo che unisce i temi del reggaeton con i temi del black metal norvegese, parodizzandoli entrambi. La sezione centrale è una citazione musicale del singolo Zombie dei Cranberries.
Il gruppo ha eseguito una versione ridotta del brano in occasione della loro partecipazione alla quinta puntata di Got Talent España 2019.

## Video musicale
Il video musicale, pubblicato in concomitanza con il lancio del singolo, è stato girato ad Ostia sotto la regia di Paolo Cellammare.

## Tracce
Download digitale
1. Norwegian Reggaeton (feat. Charly Glamour & Gigatron) – 4:34

Download digitale – remix
1. Norwegian Reggaeton (Andrea Consoli Remix) – 3:21

7"
- Lato A

1. Norwegian Reggaeton (feat. Charly Glamour & Gigatron) – 4:34

- Lato B

1. Bestie di seitan (feat. Maurizio Merluzzo) – 4:10

## Formazione
Gruppo
- Mohammed Abdul – chitarra, voce
- Potowotominimak – voce
- Mr. Baffo – voce
- Gatto Panceri 666 – basso
- Uinona Raider – batteria

Altri musicisti
- Charly Glamour – voce
- Maurizio Cardullo – arrangiamenti ed effetti reggaeton

Produzione
- Nanowar of Steel – produzione
- Christian Ice – registrazione, missaggio
- Andrea Seveso – registrazione chitarra
- Gianluca Amendolara – registrazione cori
- Andrea "Bernie" De Bernardi – mastering